# Hành hạ âm hộ

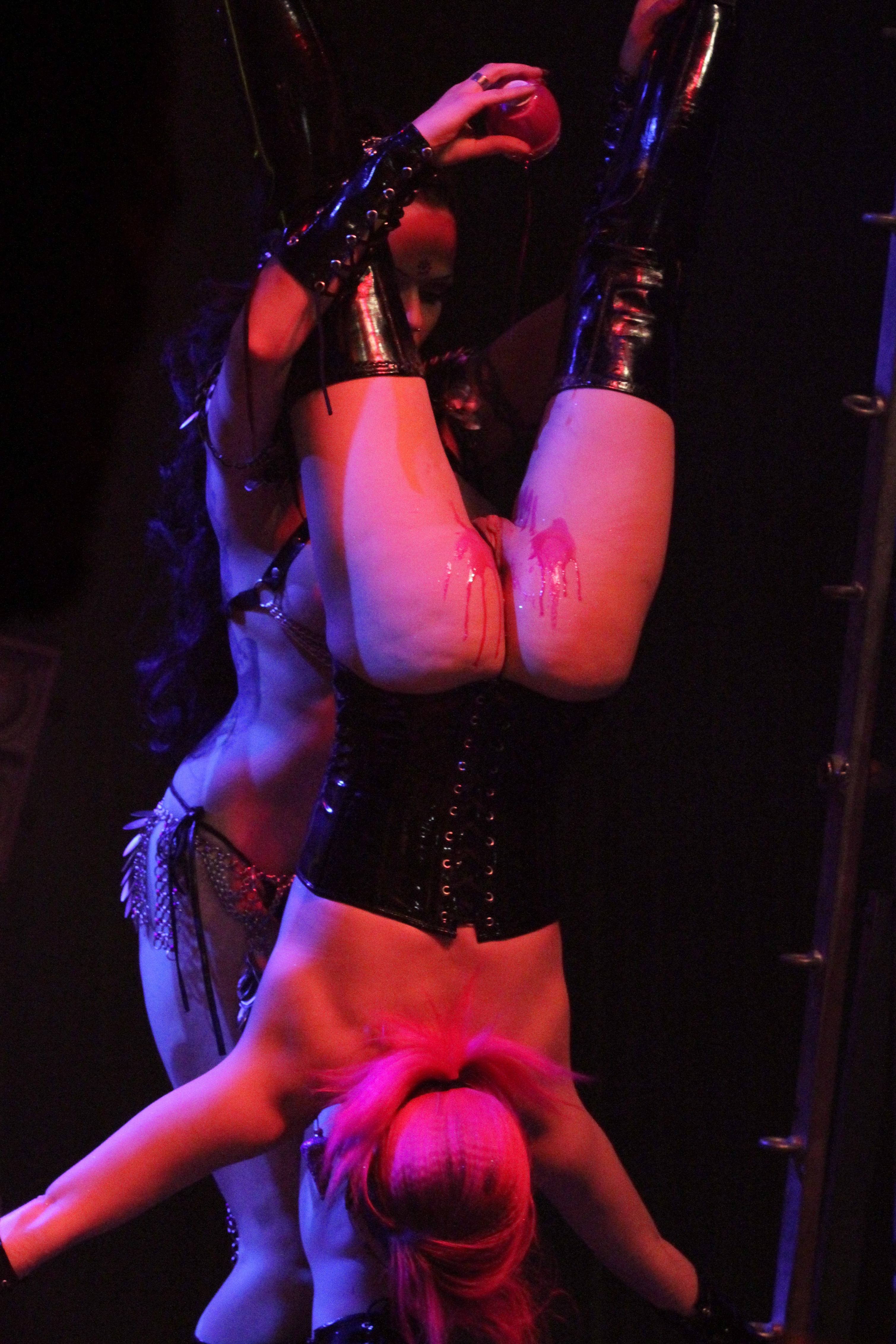
Nến nóng rỏ lên cửa mình người phụ nữ khỏa thân bị treo ngược tại ngày hội âm nhạc Wave-Gotik-Treffen, Đức, 2014)

Hành hạ âm hộ (tiếng Anh là Pussy torture hoặc cunt torture) là một hành động làm đau đớn, biến dạng bộ phận sinh dục nữ.
Hành vi này có thể trực tiếp làm đau bộ phận sinh dục nữ như rỏ nến, chọc gậy, túm bóp, điện tình dục khiêu dâm, xuyên âm hộ (như dùng kim, châm xuyên vào cửa mình), banh âm hộ, dùng kẹp, dùng công cụ banh cửa mình kèm kẹp quần áo, dùng thuốc giãn nở âm hộ (để âm hộ rộng ra), trói dây vào vùng bẹn, treo tạ vào môi lớn âm hộ, đút đồ vật vào âm hộ (đồ chơi tình dục cỡ lớn, móc cửa mình), đút bàn tay vào âm hộ, dùng máy tình dục, phụt vòi rửa vào âm hộ, cưỡng bức cực khoái bằng đút máy rung vào âm hộ, ngồi chà xát âm hộ lên ngựa gỗ…

Những hành vi này thuộc loại bạo lực tình dục; người tiếp nhận có thể được khoái cảm từ hành động này, hoặc cô ấy đồng ý để mang lại khoái cảm cho người tác động lên, hoặc khoái cảm cho cả hai người. Người làm hành động này có thể là nam hoặc nữ. Nhiều trong số những hành vi này có thể gây nguy hiểm cho sức khỏe nên cần được đề phòng đúng mức.

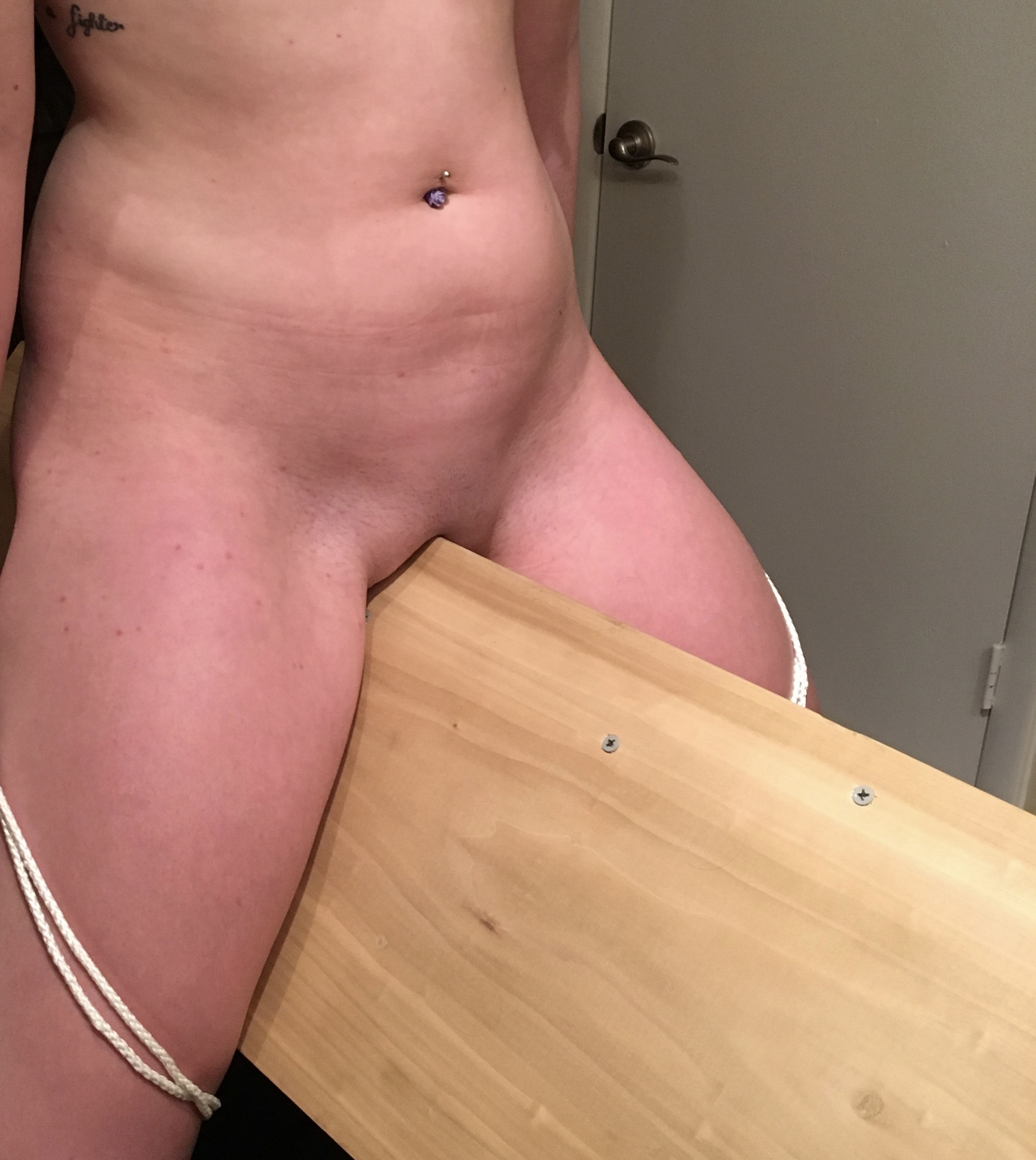
Một người phụ nữ trên ngựa gỗ.
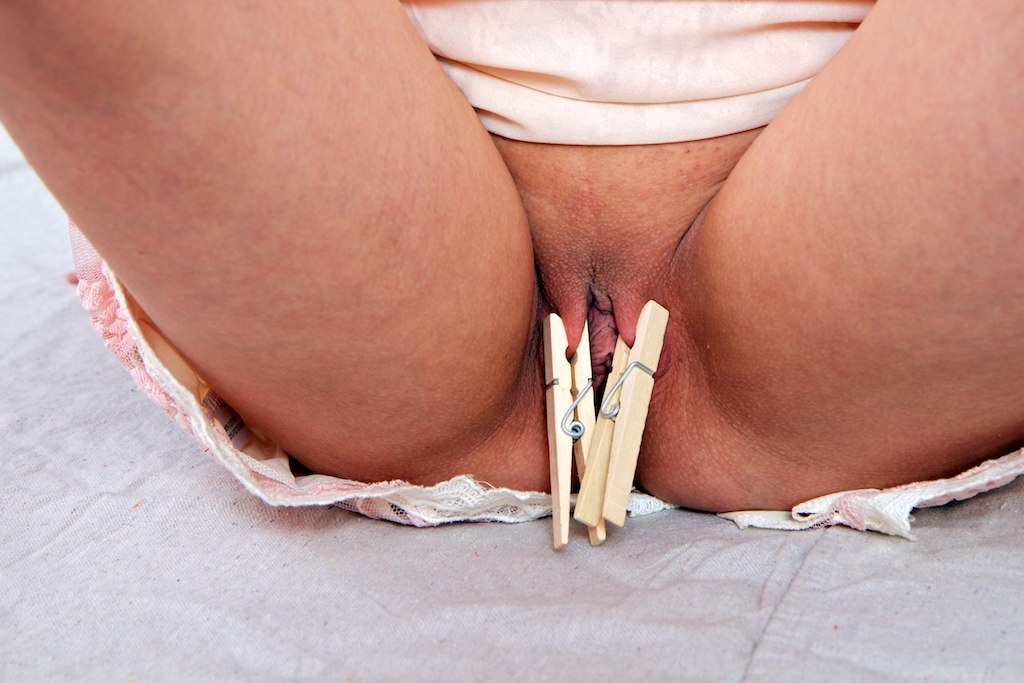
Kẹp quần áo kẹp vào âm hộ.
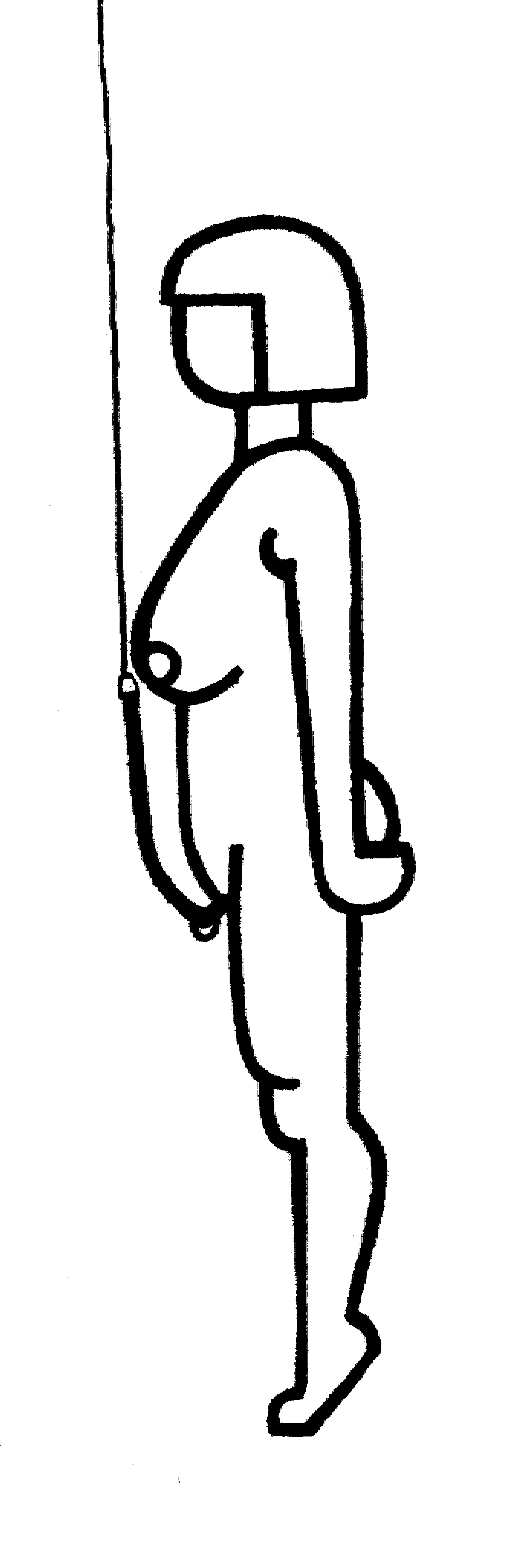
Người phụ nữ bị buộc phải đứng trên đầu ngón chân để tránh bị đau bởi cái móc kim loại vào âm hộ